# 22 Tauri
22 Tauri (auch Sterope II) ist ein in den Plejaden gelegener Stern. Wegen der geringen Leuchtkraft und des geringen Abstandes wurde der Stern früher zusammen mit 21 Tauri (Sterope I) Sterope genannt. Die IAU hat 2016 den Eigennamen Asterope als standardisierten Eigennamen jedoch nur für 21 Tauri festgelegt.

## Eigenschaften
Der Stern hat die Spektralklasse A0Vn und befindet sich gemäß Gaia EDR3 in einer Entfernung von etwa 440 LJ. Damit ist er einer der weiter entfernten Plejaden. Möglicherweise handelt es sich bei 22 Tauri um einen Doppelstern.